# Charicrita
Charicrita é um gênero de mariposa pertencente à família Acrolepiidae.